# San Salvador (Messico)
San Salvador è un comune del Messico, situato nello stato di Hidalgo.